# 路易斯·阿拉贡内斯
何塞·路易斯·阿拉贡内斯·苏亚雷斯（西班牙語：José Luis Aragonés Suárez，1938年7月28日—2014年2月1日），西班牙足球运动员与教练，其战术变化多端，曾任西班牙国家足球队，先后四度执教马德里竞技近20年，还担任过巴塞罗那、巴伦西亚、费内巴切等欧洲知名球会的主教練。
其球员生涯和教练生涯主要在馬德里體育會度过，並在六十年代後期和七十年代初期取得成功。他不但帶領馬德里體育會隊四夺西班牙足球甲級聯賽，晋级歐洲冠軍杯決賽，還成功赢得了洲際杯冠軍。
2014年2月1日因血癌逝世于马德里，享年75岁。

## 球员经历
阿拉贡内斯于1957年加入赫塔費，开始了职业球员生涯。1958年-1960年，签约皇家马德里，但从未为皇马出场，而是被租借到其他球队。1960年加入皇家奥维耶多，第一次在西班牙甲级联赛上场。1961年-1964年加盟了皇家贝蒂斯，参加86场联赛，射入33球。
1964年-1974年，为马德里竞技效力的十年是其足球生涯的巅峰，作为球队的主要得分手和任意球专家，期间共获得三个联赛冠军，一座西班牙国王杯，并成为1969-1970赛季联赛最佳射手。阿拉贡内斯曾11次入选西班牙国家足球队，攻入3球。

## 教练经历

### 四度执教马德里竞技
1974年-1980年，阿拉贡内斯首次执教马德里竞技，获得一次联赛冠军，一座国王杯和一座洲际杯，被称为“奥尔塔莱智者”。1982年-1987年，第二次执教马德里竞技，获得一座国王杯和一座西班牙超级杯。1991年-1993年，第三次执教马德里竞技，获得一座国王杯。2001年-2003年，阿拉贡内斯第四次也是最后一次执教已经降入乙级的马德里竞技，带领球队升回甲级。

### 执教巴塞罗那
1987年-1988年 阿拉贡内斯执教过另一支西班牙「豪强」巴塞罗那，率领球队获得了当年的西班牙国王杯。

### 执教西班牙国家队
2004年至2008年，接替因欧洲足球锦标赛成绩不佳辞职的沙斯任西班牙国家足球队主教练，在2006年世界杯上负于法国被淘汰出局。2008年6月，在歐洲國家盃決賽中以1-0擊敗德國，相隔44年後再次捧得歐洲國家盃，而他亦在歐國盃完結後離職。